# T-4 (航空機)
 T-4 / T-4
ロシアの中央空軍博物館（モニノ空軍博物館）に展示されているT-4 101号機
（2005年の撮影）
- 用途：爆撃機
- 設計者： スホーイ設計局
パーヴェル・スホーイ ※計画主任
ナウム・セメノビッチ・チェルニャコフ（ロシア語版） ※主任設計官
- 製造者：
- 初飛行：1972年8月2日
- 生産数：1+2+1（101/102/103/100S号機）
- 退役：1976年
- 運用状況：計画中止

T-4（ロシア語:T-4）は、ソ連のスホーイ設計局が試作した超音速爆撃機である。
当機は機体総重量が100tである事から、«製品100»（ロシア語:«Изделие 100»）とも呼ばれ、愛称の«сотка»(Sotka)、の名でも知られる。なお、当機を展示しているモニノ空軍博物館ではSu-100と掲示されている。
NATOコードネームは与えられていないが、アメリカ国防総省は当機にラム-H（Ram-H）のコードネームを与えていた。

## 開発・運用
1960年代初期に、スホーイ、ヤコヴレフ、ツポレフの3設計局に対して、戦略偵察機を兼用するマッハ3・5のミサイル搭載高高度爆撃機の開発要求が出された。各設計局はそれぞれT-4、Yak-33、Tu-135の案を提出した。1963年に競合の結果、ヤコヴレフ、ツポレフの案では要求性能を満たせないとしてT-4が選定され、1964年の国家航空機技術委員会の審査をクリアした後は、TsAGIでの風洞実験やSu-7U・Su-9改造機によって30以上の形態が考案され、1966年には空軍にモックアップが発表された。翌年にモックアップ審査会の審査が行なわれたが、1966年の時点でTMZ（ツシノ機械製作工場）にて飛行1号機（101）と強度試験機（100S）の2機の製造が進められていた。
飛行1号機は1971年に完成し、ジュコウスキー飛行場にて数回の走行試験の後翌年8月2日に初飛行した。
動画　　https://www.youtube.com/results?search_query=T4+Sotka
機体自体は細かな問題が発生したものの支障は無く2~6号機も発注されており、2号機と3号機の製造、および4号機の製造準備も始まっていたが、1974年1月22日の10度目の飛行試験をもって計画中止となった。空軍が要求した1970年から1975年の5ヵ年計画でのT-4 250機発注とMiG-23大量発注が両立できなかった為と、XB-70同様に低空侵攻に移行できないT-4よりTu-22Mが優先された事が原因であった。
計画中止の後、強度試験機と製造中の2~4号機はスクラップとして処分されたが、飛行1号機は保管され、1976年1月27日をもって正式に退役扱いとなった後、1982年にはモスクワの東にある空軍中央博物館（モニノ空軍博物館）に移され、2017年現在も展示されている。

## 構成
当機は、従来のアルミニウム合金ではマッハ3における空力加熱の高熱に耐えられないため、それに代わってチタン合金を使用している。機体の操縦にはソ連初のフライ・バイ・ワイヤ(4重の全自動方式)が採用された。エンジンはTu-144に搭載されたコレゾフ RD-36-51と同系統のエンジンであるRD-36-41 ターボジェットエンジン4基を備え、燃料はアメリカのJP-7に相当するRG-1と呼ばれる特別な燃料を使用する。
機首にはTu-144に似た上下機構が搭載されていた。これは着陸時の視界向上と超音速飛行時の抵抗削減を両立させることが目的で、機首は700km/h以下で飛行している時に限り下げた状態にすることが可能となっていた。機首上げ状態では操縦席前方は機首先端部と一体になるため、前方視界は全くなく、計器飛行のみで飛行した。機首上げ状態での視界を補助するため、パイロット用には潜望鏡が用意されていたが、使用できるのは600km/h以下で飛行している状態に限られた。
なお、当初からミサイル母機として開発されたために爆弾倉を持たず、主兵装のKh-45 長距離空対地ミサイル2発は翼下に懸垂されて搭載される設計であった。

## 派生型
T-4M(ロシア語: Т-4М)
設計局名称«100 И»。1967年より開発が進められた改良発展型で、T-4の欠点とされた低空侵入能力を強化するべく開発された可変後退翼型。1968年には基礎設計が完了し、模型を使った風洞実験が行われたが、強度や飛行安定性といった面で問題が多く、1968年から1969年にかけてそれらの点を改正すべく36にも及ぶ設計案が考案されたが、いずれも性能的に不十分として開発計画はT-4MSに引き継がれた。
T-4MS(Т-4МС)
設計局名称«200»。 1969年よりT-4Mの更なる発展型として開発された最高速度マッハ3級の超音速戦略爆撃機。可変後退翼を備えたリフティングボディ機で、T-4MSの名称だが新規の設計である。
当初はT-4Mの設計を発展させたものとして構想されたが、要求性能を満たせないとして完全に新規の設計とされた。T-4MSは1970年には基礎的なデザインが固まり、翌1971年には最終的な設計案が完成、1972年には軍当局が求めた「可変後退翼を備えた次世代の超音速戦略爆撃機」の仕様を満たしているとして、ツポレフ設計局の設計案（T-4の競合機であったTu-135の設計を発展させたもの）およびミャスィーシチェフ設計局のM-18/20 (航空機)を抑えて最有力と見られていたが、当時のスホーイ設計局の設計／生産能力では開発中の新型戦闘機であるT-10（後のSu-27）およびT-6（同、Su-24）との同時作業は不可能だと判断され、T-10およびT-6の開発と生産を優先するべく計画は凍結され、軍の求める可変後退翼型超音速戦略爆撃機の開発担当は「超音速旅客機の開発実績を基に、M-18/20とT-4MSの設計、およびその開発データを採り入れてツポレフが担当すべし」という形でツポレフに決定し、T-4MSはキャンセルされた。

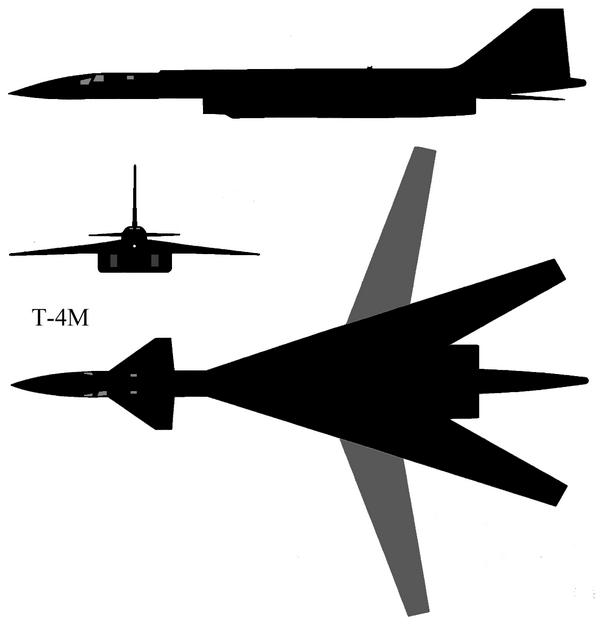
T-4M
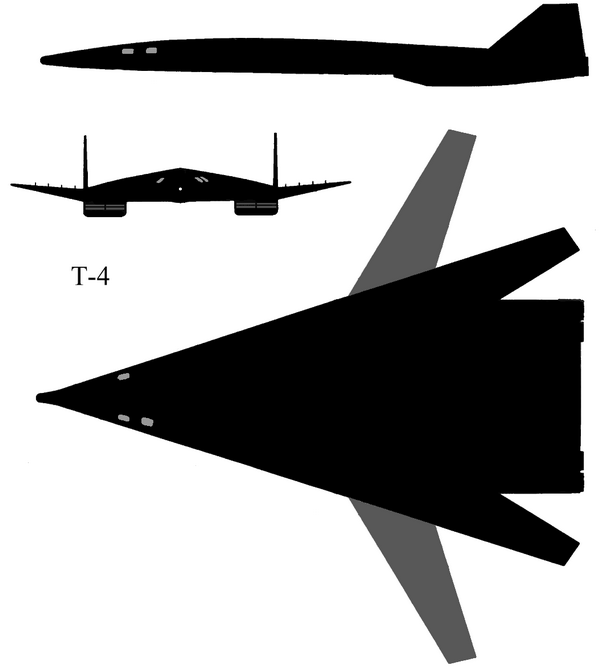
T-4MS

T-4P(ロシア語: Т-4П)
T-4の設計を基にした超音速旅客機型。T-4と並行して開発され、1963年と1964年に2通りの設計案がデザインされており、それぞれ T-4P-1(Т-4П-1)と T-4P-2(Т-4П-2)の仮名称が与えられていたが、設計案の段階でいずれもツポレフ案（Tu-144）が優位であるとされたため、設計案のみに終わった。
P-1、-2共に原型のT-4と同じく機首部にカナード翼を持つデルタ翼形状、ターボジェットエンジン4基の構成であったが、P-1は翼左右に2基ずつのエンジンが分かれて配置されており、P-2はT-4と同じく翼中央部に4基のエンジンをまとめて配置した機体構成となっている点が異なる。巡航速度は2,500～3,000km/時、客席は2室に分かれており、共に2-2配置の横4席を8列の32席、計64席となっていた。

## スペック
- 全長： 44.5 m
- 翼幅： 22 m
- 全高： 11.19 m
- 翼面積： 295.7  m2
- 空虚重量： 54,800 kg
- 通常積載重量： 128,000 kg
- 最大離陸重量： 136,000 kg
- 最大速度： 3,200 km/h
- 上限高度： 20,000 m
- 航続距離： 7,000 km （増槽無し）
- エンジン：サトゥールン科学製造合同製 RD-36-41 ターボジェットエンジン × 4
- 推力：各 165 kN（16,200 kgf）